# Rapsodia newyorkese
Rapsodia newyorkese (Rhapsody in Rivets) è un film del 1941 diretto da Friz Freleng. È un cortometraggio d'animazione della serie Merrie Melodies, prodotto dalla Leon Schlesinger Productions e uscito negli Stati Uniti il 6 dicembre 1941, distribuito dalla Warner Bros. È il primo cartone animato Warner a utilizzare la celebre Rapsodia ungherese n. 2 di Franz Liszt. Fu candidato per l'Oscar al miglior cortometraggio d'animazione ai premi Oscar 1942, perdendo a favore del film Disney Porgimi la zampa. Il corto fu rieditato con l'insegna "Blue Ribbon" il 16 agosto 1947 e l'11 settembre 1954 (attualmente circola quest'ultima versione).

## Trama
In un cantiere urbano, situato in un mondo di animali antropomorfi, una folla di curiosi guarda il caposquadra utilizzare i piani di costruzione di un edificio come spartito e dirigere gli operai nella Rapsodia ungherese n. 2, una sinfonia di rivettatori, martelli, seghe e altro ancora. Ascensori, picconi e pale sono strumenti per fare musica e costruire. Quando l'orologio si avvicina alle cinque, la squadra lavora furiosamente alzando l'edificio verso le nuvole. Con la bandiera piantata sulla cima e il lavoro completato, il caposquadra si inchina. Ma uno dei lavoratori esce per ultimo dall'edificio (battezzato "Umpire State") e, chiudendosi la porta alle spalle, lo fa crollare.

## Distribuzione

### Edizione italiana
Benché il corto non presenti alcun dialogo, alla fine degli anni novanta ne fu eseguita un'edizione italiana dalla Time Out Cin.ca per la trasmissione televisiva, inserendo una voce fuori campo (di Paolo Buglioni) che traduce il titolo e le scritte.

### Edizioni home video
Il cortometraggio è incluso nel disco 2 della raccolta DVD Warner Bros. Home Entertainment: Collezione Oscar d'animazione.